# Regalia

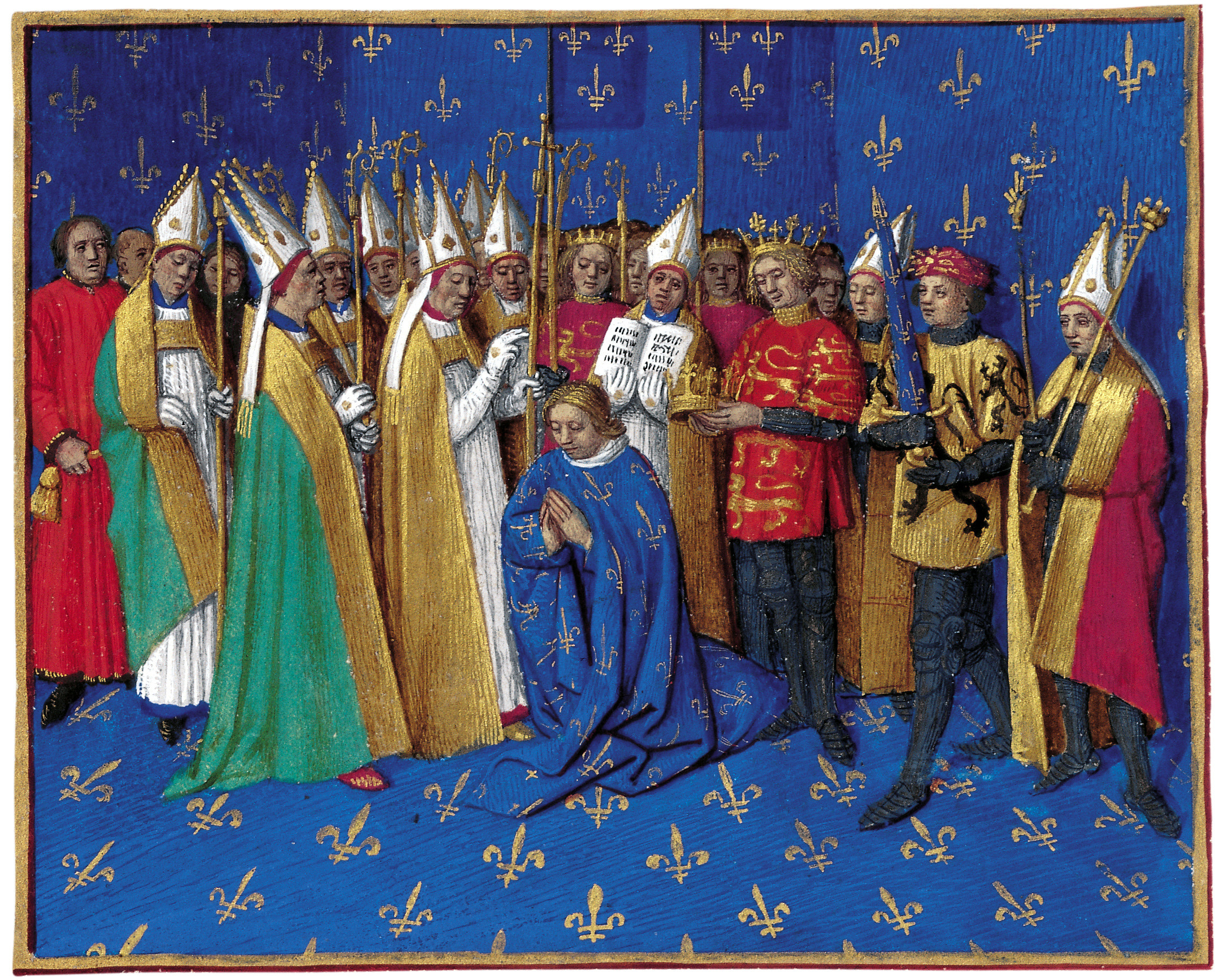
Couronnement de Philippe Auguste dans un décor fleurdelysé en présence des regalia (couronne, main de justice, épée sceptre, vêtements du sacre).

Les regalia (ou régalia) sont un ensemble d'objets symboliques de royauté. Chaque royauté a ses propres regalia qui ont une histoire souvent légendaire. Ils sont conservés précieusement comme des trésors et se constituent par ajouts successifs. On peut les classer en trois catégories : 
- instruments liturgiques ;
- vêtements royaux ;
- instruments du sacre.

Le terme latin « regalia » a fait l'objet de plusieurs critiques : il n'a pas de singulier, n'était pas utilisé à l'époque royale en France, renvoyait dans le vocabulaire juridique aux droits souverains des empereurs sous les Hohenstaufen. Certains auteurs préconisent donc les termes d'entresignes (utilisé au Moyen Âge), d'ornements, d'insignes royaux ou insignes régaliens (terme utilisé sous l'Ancien Régime et la Restauration), voire d'honneurs (terme utilisé sous le Premier Empire).

## Terminologie
L'emploi du terme regalia a fait l'objet de critiques d'Hervé Pinoteau : le mot est un adjectif latin et non un substantif qui, lorsqu'il est substantivé, désigne un palais royal ; de plus, il n'a pas de singulier ; il relèverait par ailleurs d'une forme d'anglomanie et occulterait le sens juridique exact du terme qui renvoie aux droits souverains de l'empereur des Romains,,. Enfin, le terme n'a jamais été utilisé sous la monarchie : on parlait alors d'ornements ou insignes royaux. Son usage ne s'est répandu que récemment, dans les dernières décennies du vingtième siècle. Le terme d'entresigne, en usage au Moyen Âge et encore au début du XVIIIe siècle chez les historiens mauristes (Dom Lobineau, Dom Morice), insiste plus sur la valeur sacrée de ces instruments que sur leur fonction politique, les assimilant à des reliques insignes.

## Regalia en Europe

### Hongrie

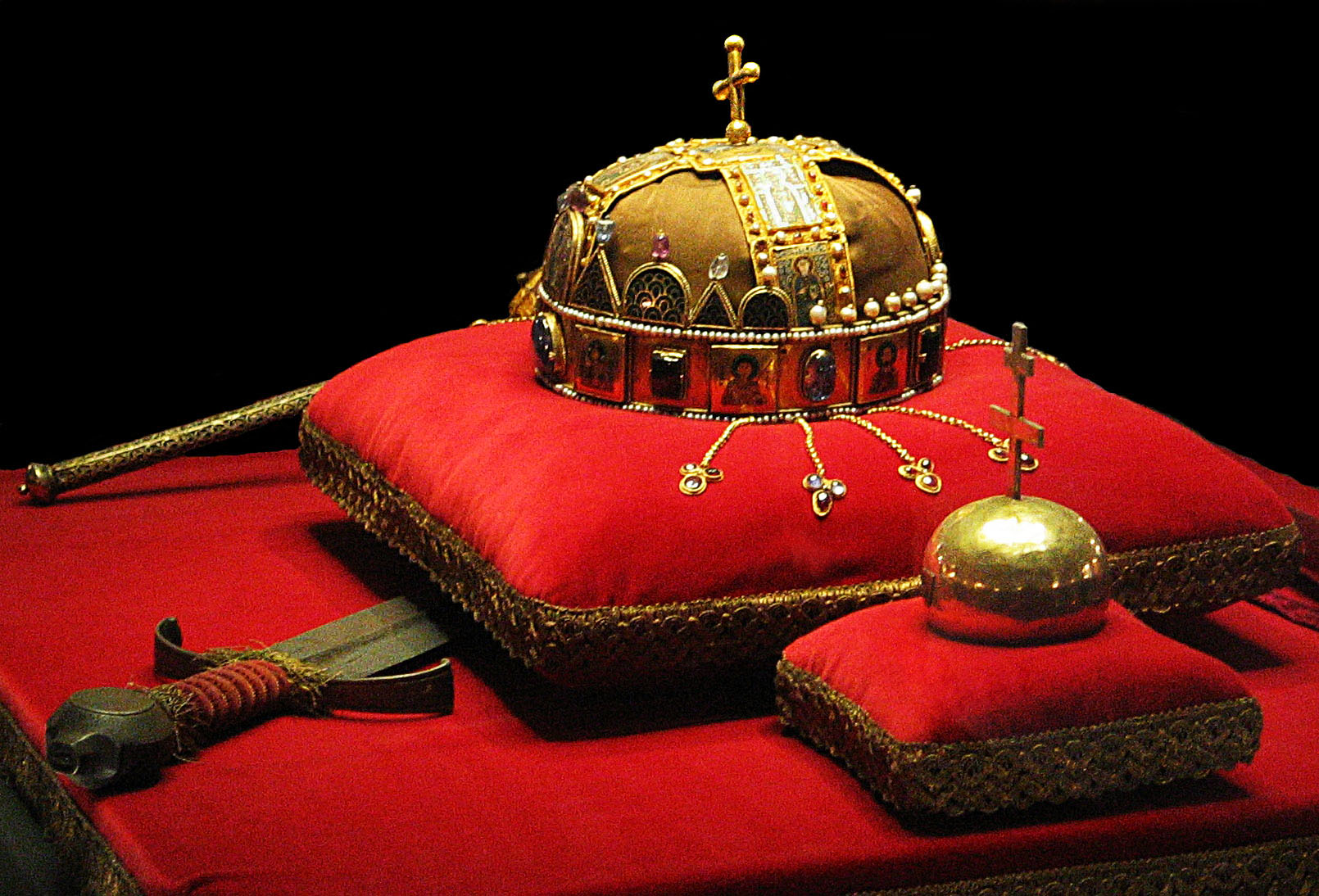
Couronne de saint Étienne, épée et orbe de Hongrie

La couronne des rois de Hongrie était utilisée depuis le XIIIe siècle. Chaque couronnement fait référence à celui d’Étienne Ier, couronné roi de Hongrie le 25 décembre 1000 avec une couronne envoyée par le pape Sylvestre II. La couronne avait été apportée par le légat Aserik, ou Anastase, futur archevêque d’Esztergom. La couronne que l’on peut voir aujourd’hui diffère de l’originale. Étienne Ier perdit son fils unique et renvoya avant de mourir sa couronne au Vatican, en signe de soumission. Depuis, elle a été volée et on perd sa trace au XVIe siècle.
Les spécialistes considèrent que la couronne actuelle comporte une partie byzantine (corona graeca) datant des années 1070. Cette dernière a été offerte par le basileus Michel VII à la princesse Synadene, qui était l’épouse du roi Géza Ier de Hongrie (1074-75). L’autre partie est plus récente, et a sans doute été ajoutée au XIIIe siècle, sous le règne de Béla III.
Les regalia médiévaux de Hongrie sont tous parvenus jusqu’à nous, mis à part les chausses qui ont brûlé pendant la Seconde Guerre mondiale. Depuis le 1er janvier 2000, ils sont conservés au Parlement, sauf le manteau du couronnement, qui demeure au musée national de Hongrie.
Le sceptre du Xe siècle est surmonté d’une boule de cristal gravée de lions. L’épée est une production italienne du XIVe siècle. L’épée du couronnement d’Étienne Ier est gardée dans la cathédrale Saint-Vitus depuis 1368.

### Bohême

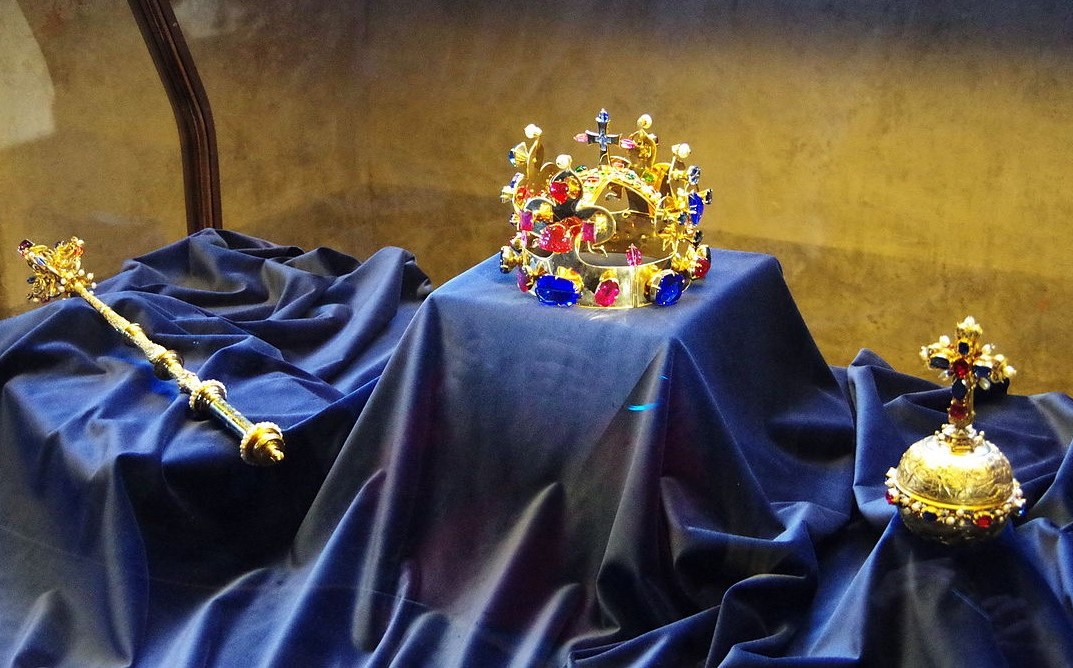
Copies de la couronne de saint Venceslas, sceptre et orbe de Bohême

La couronne des rois de Bohême était utilisée depuis le XIVe siècle. Le premier roi à être couronné avec fut Charles IV du Saint Empire en 1347. Elle est appelée d'après saint Venceslas Ier, le seul roi de Bohême canonisé. Il y a aussi un orbe, un sceptre, une épée, une croix bijoutée et un manteau du couronnement.
Comme en Hongrie, les regalia médiévaux de Bohême survivent jusqu'à nous. Originellement ils étaient conservés dans le château de Karlštejn, et depuis 1867 ils sont conservés dans la cathédrale Saint-Guy de Prague. Les originaux sont rarement exposés au public ; il y a des répliques dans un musée au château de Prague.
Il existe une légende selon laquelle celui qui met la couronne sur sa tête sans autorisation sera mort dans l'année. Selon la tradition, durant l'occupation nazie de la Tchéquie, en 1942, le protecteur Reinhard Heydrich eut l'audace, ayant eu l'occasion de voir la couronne, de la mettre sur la tête devant ses propres enfants ; deux semaines plus tard, Heydrich était assassiné par la résistance tchèque.

### Angleterre
- Il existe plusieurs couronnes : 

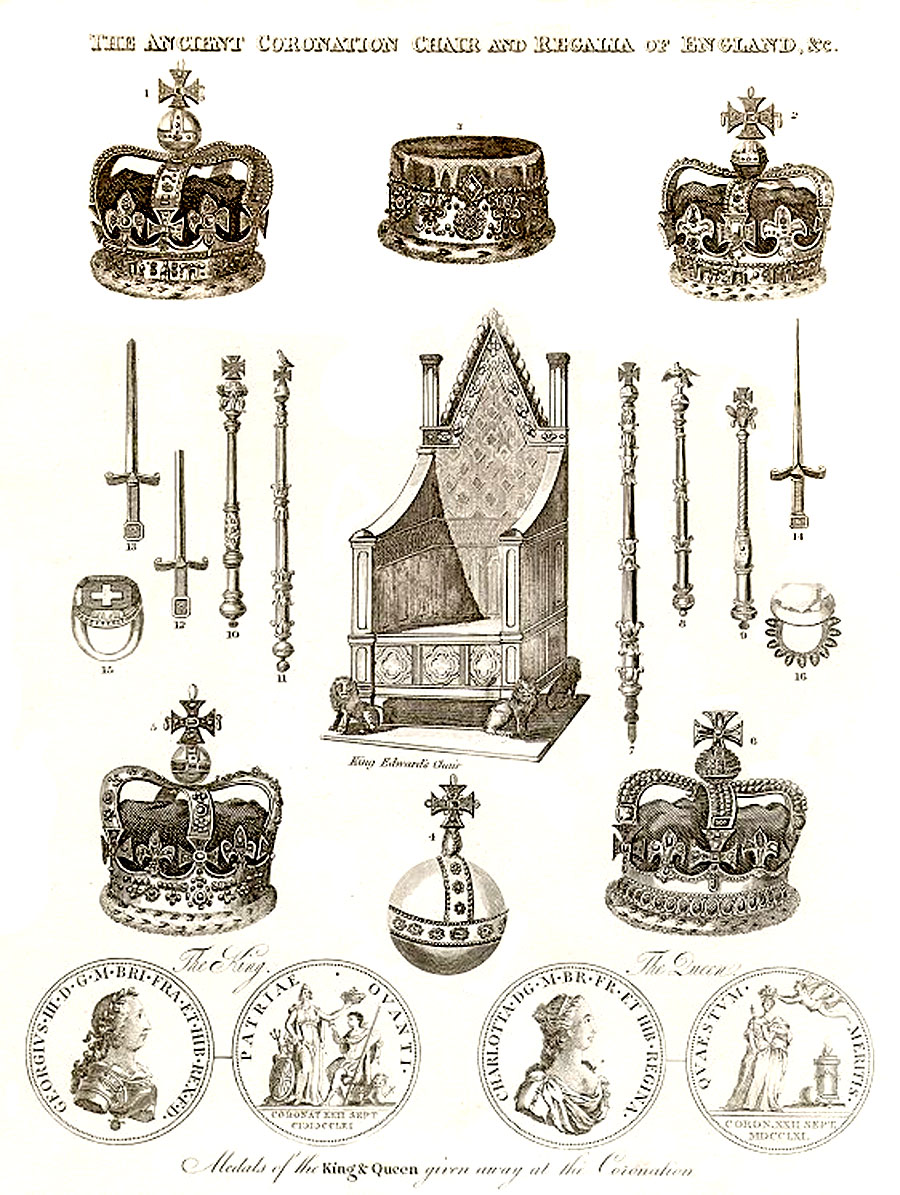
Les regalia en Angleterre

  - Couronne de saint Édouard : utilisée uniquement lors du couronnement des rois britanniques, elle a été réalisée en 1661 pour le couronnement de Charles II d'Angleterre. Faite d'or et sertie de pierres précieuses, elle possède en son sommet deux arches traversantes, à la jonction desquelles se trouve un petit orbe surmonté d'une croix.
  - Couronne impériale d'État : créée pour le couronnement de la reine Victoria, puis refaite pour celui de Georges VI en 1937, elle est portée par le souverain britannique à l'ouverture du Parlement de Grande-Bretagne.
  - Couronne de Georges Ier : fabriquée pour le roi Georges Ier de Grande-Bretagne, pour remplacer la couronne de Saint-Édouard. Elle fut agrémentée de diamants en 1727. En 1838, la reine Victoria la fit remplacer par la couronne impériale d'État.
  - Couronne de la reine Élisabeth : en platine, elle a été portée par la reine Élisabeth, épouse de Georges VI, lors de son couronnement en 1937. Elle a été réalisée par Garrards & Company à Londres. Elle est décorée de pierres précieuses et notamment par le diamant Koh-i-Noor.
- Il existe aussi :
  - Sceptre à la croix : d'or, il a été créé pour le roi Charles II, et depuis 1907 un grand diamant, le Cullinan, a été ajouté sous l'améthyste.
  - Sceptre à la colombe : similaire au sceptre de la croix, mais surmonté d'une colombe.
  - Grand orbe : une sphère d'or décorée avec perles et diamants, surmontée d'une croix.
  - Petit orbe : une sphère d'or décorée avec diamants et surmontée d'une croix, utilisée seulement par la reine Marie II.
  - Épée d'apparat : une grande épée avec décorations de roses, chardons, harpes et fleurs-de-lys.
  - Quatre autres épées : l'épée de Clémence, l'épée de la Justice Temporelle, l'épée de justice spirituelle et l'épée empierrée d'offrande.

La plus grande partie des regalia d'Angleterre ont été exécutés pour le couronnement de Charles II, remplaçant les originaux détruits par les Parlementaires après la première révolution anglaise. Il y a deux exceptions : l'ampoule, un flacon d'or prenant la forme d'un aigle, pour contenir l'huile d'onction ; et la cuillère d'onction, d'argent doré. Tous les regalia d'Angleterre sont conservés dans la tour de Londres.

### Écosse

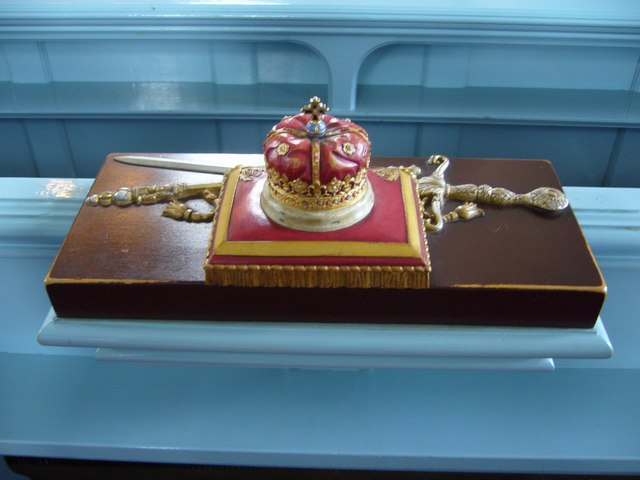
Répliques des regalia de l'Écosse dans une église d'Édimbourg.

Les regalia de l’Écosse (Honours of Scotland) remontent aux XVe et XVIe siècles et demeurent les plus anciens joyaux de la Couronne dans les îles Britanniques. Leur dernière utilisation remonte au couronnement de Charles II, au XVIIe siècle. Ils se composent de trois objets, la couronne, le sceptre et l’épée, conservés au château d'Édimbourg.
- La couronne actuelle date de 1540, date à laquelle Jacques V confia le remodelage de la couronne à l’orfèvre John Mosman. La base est en or et incrustée de pierres précieuses et semi-précieuses. Elle pèse 1,6 kg.
- Durant la Première Révolution anglaise, les regalia d'Écosse étaient conservés dans le château de Dunnottar et furent sauvés par Mrs Grainger, la femme du pasteur de Kinneff, quand le château fut détruit par les Parlementaires en 1652. Elle cacha la couronne dans ses jupes, et sa bonne protégea le sceptre et l'épée. Les regalia furent gardés dans l'église de Kinneff jusqu'en 1660.

### Empire ottoman
Dans l'Empire ottoman, le symbole de l'intronisation du nouveau sultan est l'épée d'Osman. Le sultan était ceint de cette épée lors d'une cérémonie devant avoir lieu dans les 15 jours suivant son accession au trône. La dernière cérémonie de ce type a eu lieu en 1918, et a été filmée.
D'autres objets étaient cependant considérés comme symboles du pouvoir du sultan, en particulier, parmi les Reliques sacrées, le Saint manteau et la Sainte bannière.

### Roumanie

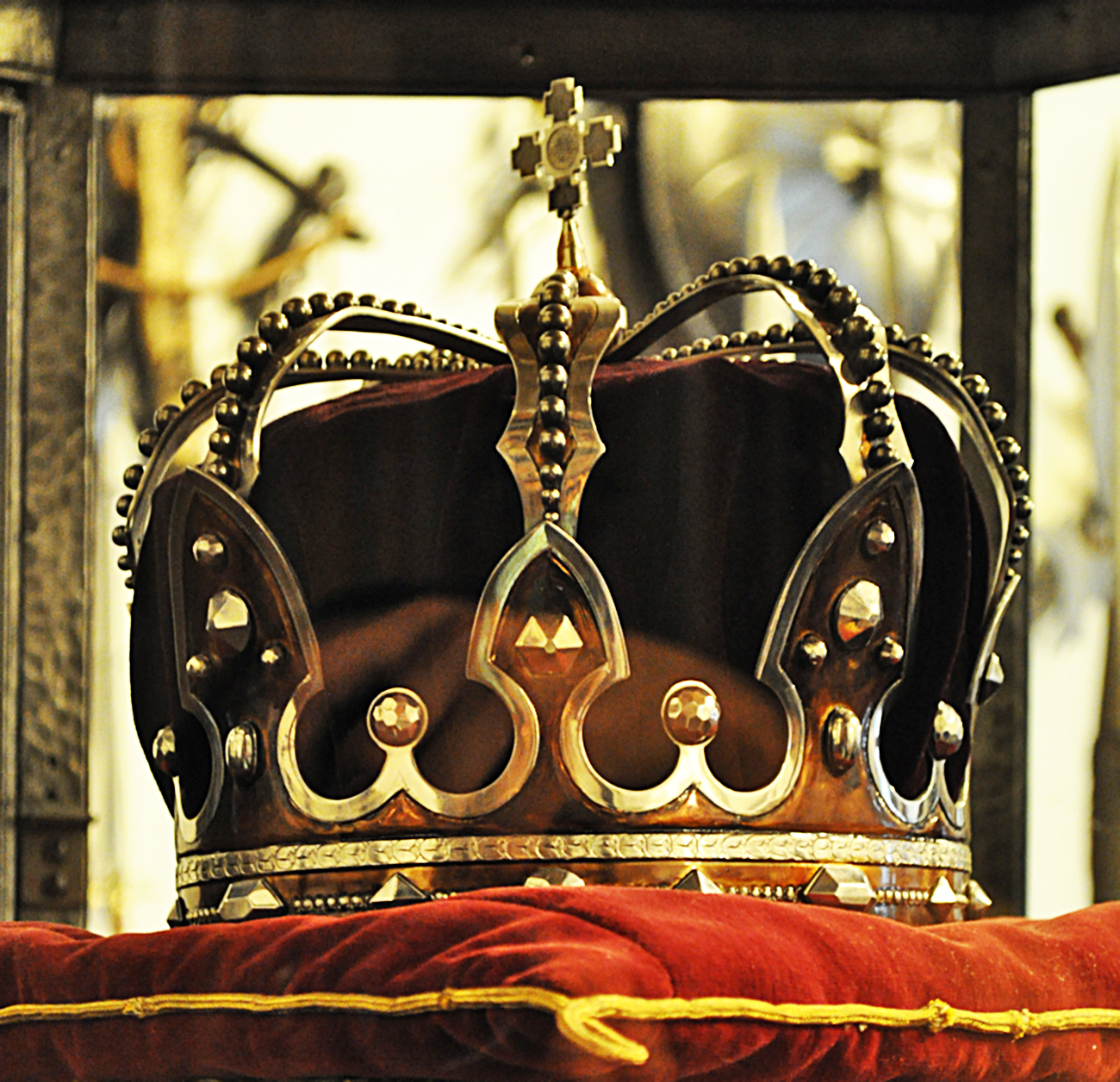
La couronne d'acier du roi de Roumanie

Les regalia de la Roumanie sont composés de cinq éléments : la couronne (la couronne d'acier du roi de Roumanie et la couronne de la reine), le manteau royal (du roi et de la reine), le sceptre, le pavillon royal (le drapeau personnel du souverain) et le monogramme royal. Voir les symboles de la royauté roumaine (ro).

## Japon
Les Trois Trésors Sacrés du Japon (三種の神器, Sanshu no jingi), appelés aussi « Insignes impériaux », sont trois objets légendaires :
- l'épée Kusanagi (草薙剣?), conservée au temple Atsuta (熱田神宮, Atsuta jingū?) à Nagoya, représente la valeur ;
- le miroir, Yata no kagami (八咫鏡?), conservé au grand temple d'Ise (伊勢神宮, Ise jingū?) dans la préfecture de Mie, symbolise la sagesse ;
- le magatama (曲玉?), Yasakani no magatama (八尺瓊曲玉?), situé au palais impérial de Kōkyo (皇居?) à Tokyo, illustre la bienveillance.

Ces objets constituent la représentation symbolique du caractère sacré de la fonction impériale et le fondement du Koshitsu Shinto. Ils furent au cœur de la propagande liée à l'expansionnisme du Japon Shōwa.

## Amérique du Nord
Sur l'île de la Tortue (expression utilisée pour désigner l'Amérique du Nord par les communautés qui l'habitaient avant la colonisation européenne), on emploie le terme « regalia » pour désigner les habits cérémoniels portés lors des cérémonies culturelles et religieuses (pow-wow) des Premières Nations.